# Kisborszó
Kisborszó település Romániában, Szilágy megyében.

## Fekvése
nagyilondától keletre, Ilondapatak, Tordavilma és Bába közt fekvő település.

## Nevének eredete
Nevét az ószláv "bor", "breza" szóból vette, melynek magyar jelentése nyírfa.

## Története
Kisborszó nevét az 1603-as urbárium említette először Uyffalu néven. 
Az urbárium szerint a sósmezei járáshoz tartozó Kis-Borszó Újfalu név alatt azok közé az új telepítésű falvak közé tartozott, melyeknek 14 éves adómentessége még nem járt le, tehát valamikor 1589 és 1603 között keletkezhetett.
1650-ben mint kincstári birtok Kővárhoz tartozott és 16621663-ban I. Apafi Mihály fejedelem birtoka volt.
1691 évi összeírás előtt itt csak 2 jobbágy lakott, akik azonban elhaltak , és ekkor csak egy lakosa Veczek Tódor maradt, az is ekkor jött haza, hogy itt újból megtelepedjék. Veczek Tódor összes vagyona ekkor egy tehén és egy ünőtinó volt.
1702-ben a kincstár és a Kifor és Timbus családok birtoka volt.
1719-ben a birtokot a gróf Teleki családnak engedték át. 1720-ban idős gróf Teleky Samu és Ujfalvy Samu birtokának írták.
1891-ben 193 lakosából 4 izraelita, a többi görögkatolikus román volt.
1898-ban birtokosai vásárlás és öröklés útján Vajda János, Pap Gábor, Tekár Tivadar, Botka János és gróf Teleki Samu voltak.
A falu lakosainak a 20. század elején fő foglalkozása a baromfitenyésztés és a mészégetés volt.
A 20. század elején Szolnok-Doboka vármegye Nagyilondai járásához tartozott. 
Az 1910-es népszámlálási adatok szerint 210 lakosából 3 magyar, 207 román volt, ebből 203 görögkatolikus, 4 görögkeleti ortodox, 3 izraelita volt.

## Nevezetességek
- Görögkatolikus kőtemploma -1846-ban épült Szent Miklós tiszteletére.